# Jagame Thandhiram
Jagame Thandhiram è un film del 2021 diretto da Karthik Subbaraj

## Trama
Peter Sprott, un criminale inglese, decide di assumere  Suruli, un delinquente di Madurai, per togliere di mezzo un rivale. Ma una volta raggiunta Londra si ritroverà a dover affrontare un dilemma.

## Distribuzione
Il film è stato distribuito sulla piattaforma Netflix a partire dal 18 giugno 2021.